# 49-я стрелковая бригада
49-я стрелковая бригада, 49-я отдельная стрелковая бригада — стрелковое формирование РККА Вооружённых Сил СССР в Великой Отечественной войне.

## История
Бригада была сформирована на основе приказа народного комиссара обороны СССР за номером 00105 от 14 октября 1941 года осенью 1941 года в городе Глазове Удмуртской АССР из частей и соединений Уральского военного округа.
25 ноября 1941 года бригада была выдвинута на Западный фронт и, выгрузившись близ Москвы — на станции Расторгуево, поступила в распоряжение командующего 16-й армией генерала-лейтенанта Константина Рокоссовского, ведущего борьбу за оборону столицы. 6 декабря вместе с другими подразделениями перешла в наступление к реке Истре.
7 января 1942 года бригада вошла в состав 20-й армии и заняла исходное положение в деревне Жданово, недалеко от станции Волоколамск.

## Командиры
- Якимов, Николай Никитич (ноябрь 1941 — март 1942), полковник
- Сувырин, Николай Акимович (март 1942 — июнь 1943), полковник